# Mesabolivar maxacali
Mesabolivar maxacali là một loài nhện trong họ Pholcidae. Loài này được phát hiện ở Brasil.